# ガラスの仮面ですが
『ガラスの仮面ですが』（ガラスのかめんですが）は、美内すずえの漫画作品『ガラスの仮面』を原作とする、2013年4月から7月まで放送された日本のテレビアニメ作品、および同年6月に公開されたの日本のアニメ映画作品。

## 概要
本来は演劇の世界を舞台とした『ガラスの仮面』の登場人物が「もし他のシチュエーションで活躍したら…」というテーマで展開される、パロディ作品。原作者の美内は「面白くなかったらOKしなかったが、台本を読んで大笑いしてしまった。面白くするためならとことんやる"これでもか精神"が原作の作風と共通していた」と語っている。またパロディ小説「ガラスの仮面殺人事件」を出している辻真先は「原作漫画がどっしり根を張っているので枝葉を少しいじっても揺るがない。遊ばれるのは名作の証拠」と今回のアニメ化について語っている。
なおDLEはその後2016年、再び『ガラスの仮面』のスピンアウト作となるアニメ『3ねんDぐみガラスの仮面』を制作している。

## テレビアニメ
2013年4月7日より7月まで放送された約3分30秒の短編FLASHアニメ。「祝50巻発売（するかもしれない）記念」。第1シーズンは3話で終了し、速水真澄の大都芸能が番組スポンサーになったとしてリニューアルし4月28日より第2シーズン『ガラスの仮面ですがZ』が放送された。
キャッチコピーは「マヤが、亜弓が、月影千草が こんな事になるなんて! 美内すずえ（原作者）」。

### ストーリー

#### ガラスの仮面ですが（第1期）
レディース編
もしも北島マヤや姫川亜弓が女子暴走族（レディース）のチーム「紅天女」のメンバーだったら、というシチュエーション。
- 第1話 - 紅天女オンディーヌ支部長・姫川亜弓と紅天女つきかげ支部長・北島マヤは総長の座をかけてバイク勝負をしていた。その争いは警察官・速水真澄でも止められなかった。しかし紅天女初代総長・月影千草が現れ、バイクの乗り方にダメ出しする。
- 第3話 - 再び勝負をしようとする亜弓とマヤであったが、マヤのバイクが盗まれてしまいエアバイク勝負をすることに。

OL編
マヤや亜弓は速水真澄課長の部下のOLというシチュエーション。
- 第2話 - ガラス商事・営業二課の姫川亜弓は、しっかり縫い付けられているランジェリーのタグをどう取ればいいのか悩んでいた。営業二課主任の月影千草の制止も聞かず取り乱すが、営業二課の北島マヤはそれをあっさりビリッと破く。しかし、ランジェリーの糸がほつれてしまったために逃げ出してしまった。次いで、コネ入社の高宮紫織がタグをはずそうと名乗り出るが、紫の薔薇は大嫌いと切り刻んでしまう。謝りに戻ってきたマヤは熊のパンツを渡すが、それを営業二課の速水真澄が見てしまう。

#### ガラスの仮面ですがZ
- 第1話 - 伝説のスナック「紅天女」で、ザギンのママ・月影先生が連れて来た新人ホステス・北島マヤとベテラン★ホステス・姫川亜弓とで、看板の座をかけて競うことになった。お客として来店した鬼社長・速水は、2人の凄まじい接待攻勢で大金を請求されることになるのであった。
- 第2話 - 大相撲春場所千秋楽、解説の月影千草、観客の速水真澄、桜小路優、鷹宮紫織らが見守る中、北ノ島と姫ノ川との全勝大関同士の大一番が始まった。塩を撒けば海が現れイルカが泳ぎ、見合えば竜や虎が現れたり人魚や漁師やその妻子が現れたりした挙句、勝負は夏場所に持ち越された。
- 第3話 - マヤ（ツッコミ）と亜弓（ボケ）の女お笑いコンビ「紅★てんにゅーず」。今日のお笑いはマヤに冴えがなく、その訳を聞くと紫のばらの人が見に来ているので恥ずかしかったからだという。月影デン千草師匠はそんなマヤに女芸人の仮面を被れと指摘すると、目に入るもの全てに見境なくツッコミすることに目覚める。でも紫の薔薇の人にはツッコまなかった。
- 第4話 - 悪事を働く悪の秘密結社ブラック月影にセーラー仮面が立ち塞がるが、イエロービューティームーン亜弓は高い所から落ちて骨折し、セーラー仮面インペリンピンク・マヤは高層ビルから降りるのに30分もかかり、ブラック月影は呆れて帰ってしまった。
- 第5話 - お猿（乙部のりえ）を連れ魔法の絨毯（桜小路優）に乗るアラジン（姫川亜弓）は、レンタルビデオのワゴンセールで見つけた魔法のランプ（速水真澄）でランプの精（北島マヤ）を呼び出して大女優になりたいという願いを叶えて貰おうとする。しかし大女優になるには基礎からというランプの精にアラジンは大女優を諦める。
- 第6話 - OL編続き。OL亜弓はマヤのお昼のお弁当が卵とご飯だけであることに驚き、月影によってそれがTKG（卵かけご飯）であることを知り、TKGを自分もモノにしようとしすっかり虜になった。
- 第7話 - 女子サッカーリーグの頂点を決める決勝戦。実況はウメハラ、解説は月影千草。全ての試合でハットトリックを決めている姫川亜弓選手を代表とする「オンディーヌ大都芸能」に対し、「ツキカゲFC」は千のポジションを持つ娘・北島マヤ選手たった一人で決勝まで勝ち進んでいた。キックオフ開始でいきなり実物のボールではなく「見えないボール」でシュートを打って先制点を上げてしまう北島選手。更に北島選手はペレィに成りきり見えないボールで追加点を先取、負けじと姫川選手も見えないボールを奪い合うのであった。
- 第8話 - 1970年代少女漫画風。ちょっとドジでオキャンでチャーミングな17歳の高校生・北島マヤは左右バラバラの靴下を履き1斤の食パンを持ちながら遅刻ギリギリで走っていた。そこへガクランを着た憧れの速水真澄先輩と出会い、食パン談義や簡単クッキングを喋りながら一緒に走っていた。
- 第9話 - OL編続き。ガラス商事に新入社員・麻生舞が配属される。一人称がマイで自身を天然というが腹黒く、さっそくイケメン社員の桜小路優を狙うが、マヤはそれ以上の本物の天然キャラだった。
- 第10話 - サリバン先生（姫川歌子）はヘレン・ケラー（姫川亜弓）とは実の親子であるが、躾に苦労していた。亜弓がフォークで怪我をさせると歌子は連続パンチで応戦、亜弓が口から光線を吐くと歌子も反撃に手から光線を発射。ドラゴンボールさながらの死闘を尻目に北島マヤはサイクロップスのバイザーっぽいスカウターで観察していたのであった。
- 第11話 - 月影先生に「千のアカウントを持つ女」になるべくスマホを与えられた北島マヤは孫○義に見えるくらいに一心不乱に操っていた。月影先生は1巻で千の仮面を持つと言ったにもかかわらず千の役を演じないまま紅天女編になってしまいこのままでは最終巻までに千の仮面を達成することができないためネット上で他人を演じさせ、今やアルファツイッタラーと呼ばれる多くがマヤになっていた。一方で姫川亜弓は努力してアルファツイッタラーを得ており、ツイッター芸人はるかぜちゃんの中の人を演じるだけで一杯一杯だった。
- 第12話 - セーラー仮面編続き。悪の秘密結社ブラック月影に立ち向かう為に名乗りを上げるインペリンピンクだが、右足にギプスを付けたままのイエロービューティームーンはトランポリンで目立とうとして左足も骨折。それをみたインペリンピンクは高層ビルに上がり名乗ろうとするが、イエロービューティームーンは更に高いビルに構え、対抗してインペリンピンクはビル屋上にローマ様式建築を建て……。それを見ているだけだったブラック月影は今回も呆れて帰ってしまった。
- 第13話 - OL編続き。嘱託として入社した乙部のりえは正社員になるためマヤを追い落とそうとするが、マヤは実は勤続7年目の嘱託で、更に勤続35年のお局・月影先輩はパート契約で制服もコスプレだった。
- 第14話 - ガラスの仮面のキャラがおでんになっていた。北島マヤは子供に人気のある卵（ゆで卵）、桜小路優は女子に人気がある大根、嫉妬に燃える若社長の速水真澄はタコ（タコ足）、秘書の水城冴子はコンニャク、真澄を離さないと餅で捕まえようとする鷹宮紫織は餅巾着、そして出番の無かった姫川亜弓はちくわぶだった。

### キャスト
- 北島マヤ、月影千草 - 中根久美子
- 姫川亜弓、鷹宮紫織 - 白石晴香
- 速水真澄、実況（ウメハラ）、戦闘員、ばあや、ヘレン父、赤居耕次 - 高橋伸也
- 桜小路優、行司、配達員、おばちゃん、サラリーマン、戦闘員（源造）、平多秋信、男B - 後藤ヒロキ
- 麻生舞、姫川歌子（サリバン）、水城冴子 - 葉山いくみ
- 水無月さやか - 春名風花
- 青木麗、乙部のりえ - 水原薫
- 黒沼龍三 - べんぴねこ
- 先生、男A - 高見沢俊彦

### スタッフ
- 原作 - 美内すずえ/白泉社
- 監督 - 朝日恵里（1）→谷東（Z）
- プロデューサー - 中島純、井上勝哉、中島英貴、岩本隆宏（1）→原田拓朗・白木薫（Z）
- ラインプロデューサー - 後藤阿梨紗（Z）
- アシスタントプロデューサー - 趙天香・合田薫・須貝裕太朗（1）→岩本隆宏（Z）
- 音楽制作 - 烏田晴奈・加藤久貴（Z）
- 音響監督 - はたしょう二（Z）
- アニメーション制作 - DLE
- 製作・著作 - 「ガラスの仮面ですが」製作委員会
- 提供 - ポニーキャニオン・DLE（1、Z）、TwellV・白泉社（1）→大都芸能（Z）

### 主題歌
エンディングテーマ「ガラスの仮面ですが 〜Another myself〜」（第1期：第1-3話、Z：第1-9話）
作詞・作曲・編曲・サウンドプロデュース - 村井大 / 歌 - 柳麻美
エンディングテーマ「ガラス・マスカレード」（Z：第10-14話）
作詞 - mildsalt / 作曲 - 福本公四郎 / 編曲・サウンドプロデュース - 村井大 / 歌 - 五條真由美

### 各話リスト
| 話数                | サブタイトル                                                      | 脚本                  | コンテ             | 作画 （作画監督）                                          |
| ガラスの仮面ですが  | ガラスの仮面ですが                                                | ガラスの仮面ですが    | ガラスの仮面ですが | ガラスの仮面ですが                                         |
| ------------------- | ----------------------------------------------------------------- | --------------------- | ------------------ | ---------------------------------------------------------- |
| 第1話               | レディース1 勃発!女達の激しい抗争                                 | 野々村友紀子          | -                  | ともえ、ひのもとめぐる 不破希海、長月まお （小野原正明）   |
| 第2話               | OL1 亜弓の下着と苦悩                                              | 野々村友紀子          | -                  | ともえ、ひのもとめぐる 不破希海、長月まお （小野原正明）   |
| 第3話               | レディース2 暴走パントマイムは止まらない!                         | 野々村友紀子          | -                  | ともえ、ひのもとめぐる 不破希海、長月まお （小野原正明）   |
| ガラスの仮面ですがZ |                                                                   |                       |                    |                                                            |
| 第1話               | スナック紅天女                                                    | 野々村友紀子          | -                  | 鈴木隆輔、大宮一仁 國領恵実香、高道麻樹子 宮川珠美         |
| 第2話               | 千秋楽                                                            | 福田晶平 谷東         | たけはらみのる     | 鈴木隆輔、大宮一仁 國領恵実香、宮川珠美 宮本陽子、渡部龍一 |
| 第3話               | 女芸人マヤの憂鬱                                                  | 野々村友紀子          | たけはらみのる     | 鈴木隆輔、大宮一仁 國領恵実香、宮川珠美 宮本陽子、渡部龍一 |
| 第4話               | セーラー仮面                                                      | 野々村友紀子          | たけはらみのる     | 鈴木隆輔、大宮一仁 國領恵実香、宮川珠美 宮本陽子、渡部龍一 |
| 第5話               | アラジン                                                          | 森正伸                | たけはらみのる     | 鈴木隆輔、大宮一仁 國領恵実香、宮川珠美 宮本陽子、渡部龍一 |
| 第6話               | 一人でご飯                                                        | 福田晶平              | 細井真木           | 鈴木隆輔、國領恵実香 宮川珠美                              |
| 第7話               | 友達はボール                                                      | 野々村友紀子 徳田久嗣 | -                  | 大宮一仁、國領恵実香 宮川珠美、真鍋良平 菅野耕太、吉本麻衣 |
| 第8話               | 食パンくわえた女子高生の 食パンの角にぶつかって致命的に始まる何か | 大宮一仁              | 大宮一仁           | 大宮一仁                                                   |
| 第9話               | OLZ                                                               | 野々村友紀子          | 西山司             | 西山司 MATSUMO                                             |
| 第10話              | ヘレン・ケラーZ                                                   | 岸本卓                | たけはらみのる     | 國領恵実香、宮川珠美 たけはらみのる                        |
| 第11話              | 千のアカウントを持つ少女                                          | 春名風花              | たけはらみのる     | 西山司、宮川珠美 たけはらみのる                            |
| 第12話              | セーラー仮面UC                                                    | 野々村友紀子          | -                  | 西山司、宮川珠美 MATSUMO                                   |
| 第13話              | OL UC                                                             | 野々村友紀子          | -                  | 西山司、宮川珠美 MATSUMO                                   |
| 第14話              | ODEN                                                              | 野々村友紀子          | たけはらみのる     | 西山司、宮川珠美 たけはらみのる                            |
| 未放映              | ADZZ                                                              |                       |                    |                                                            |
| 未放映              | ゾンビ                                                            |                       |                    |                                                            |

### 放送局
| 放送地域 | 放送局 | 放送期間               | 放送日時           | 放送系列 | 備考           |
| -------- | ------ | ---------------------- | ------------------ | -------- | -------------- |
| 日本全域 | TwellV | 2013年4月7日 - 7月28日 | 日曜 21:54 - 22:00 | BS放送   | 製作委員会参加 |

この他、『鷹の爪団の楽しいテレビ』（金曜 20:00 - 20:30他）の中でも放送されている。また2013年6月14日よりニコニコチャンネルにおいてネット配信を開始している。

### その他
本作の一部を収録したDVD『ガラスの仮面ですが&Z どうですか?DVD』が『別冊花とゆめ』2013年7月号の付録となっており、特典として劇場版トレーラーや本作と同じDLE製作の『秘密結社鷹の爪』とのコラボレーション作も収録されている。

### Blu-ray / DVD
| 巻名               | 発売日       | 収録話                            | 規格品番   | 規格品番   |
| 巻名               | 発売日       | 収録話                            | BD         | DVD        |
| ------------------ | ------------ | --------------------------------- | ---------- | ---------- |
| TV ＋ 劇場版セット | 2013年9月4日 | TV（1・Z全話&未放映2話）＋ 劇場版 | PCXG-60049 | PCGB-61568 |
| TV版               | 2013年9月4日 | TV（1・Z全話&未放映「ADZZ」）     | PCXG-50129 | PCGB-52219 |
| 劇場版             | 2013年9月4日 | 劇場版＋TV未放映「ゾンビ」        | PCXG-50130 | PCGB-52220 |

## アニメ映画
『ガラスの仮面ですが THE MOVIE 女スパイの恋! 紫のバラは危険な香り!?』（ガラスのかめんですが ザ・ムービー おんなスパイのこい! むらさきのバラはきけんなかおり!?）のタイトルで、2013年6月22日に全国のユナイテッド・シネマにて公開された。なお声の出演はテレビ版に準じている他、ゲストとして高見沢俊彦（THE ALFEE）が出演。プロローグに「だいたい2分でわかるガラスの仮面」を上映。
タイトルは映画の内容が決まる前に決定しており、更に2013年3月22日にはポスターも刷り上り、4月2日には予告編が公開されていたが、その時点では脚本どころかあらすじも存在しておらず、4月13日になってようやく決まったばかりの監督がシナリオ執筆開始している。そのためポスターに描かれてるのにも関わらず本編に登場しないキャラもいる。この経緯は映画冒頭で語られている。

### ストーリー（映画）
北島マヤと桜小路優のデート中に突如降ってきた巨大ピンクウサギ。その犯行声明にはザ・ムーンを名乗る月影千草の顔が。月影は実は敵組織に誘拐されたと知った姫川亜弓と、誘拐された即興芝居だと教えられたマヤは、月影救出のために敵組織に潜入する。
以下は、一部メディアで紹介された仮あらすじで、前述の理由から実際の本編とは全く異なった内容で紹介された。
マヤや亜弓、そして月影千草は「紅の天女」というスパイトリオを組み、日夜ミッションをこなしていた。そんな彼女たちに新たな指令が下された。国際的窃盗団「怨ディーヌ」によって盗まれた秘宝「ダイヤの仮面」を奪回することである。

### 登場人物（映画）
北島マヤ
声 - 中根久美子
スパイの演技をしていると思い込み月影救出のためのスパイの演技をする。
公開前はコードネーム「ザ・ネイチャー」と紹介されているものの本編では使用していない。
姫川亜弓
声 - 白石晴香
月影の後継者として月影を救出するためスパイ活動をする。
公開前はコードネーム「ザ・ビューティー」と紹介されているものの本編では使用していない。
月影千草
声 - 中根久美子
表の顔は引退した舞台女優であったが、裏の顔は世界の巨悪と戦い続けていた女スパイ、コードネーム「ザ・ムーン」として活動していた。あるミッションで毒ガスを浴びたせいで体が悪く、敵に受けた拷問で右目が見えなくなっている。敵組織に誘拐され首謀者に仕立て上げられる。
速水真澄
声 - 高橋伸也
事件当日はマヤのストーキングをしていた。マヤにスパイの演技をすると嘘をつく。
公開前は謎のスナイパーと紹介されているが本編ではそういうシーンは一切ない。
桜小路優
声 - 後藤ヒロキ
マヤをデートに誘うがその東京ヌカイシソーで事件に巻き込まれる。マヤの気配と臭いを辿ることができキモがられている。ヘリから落ちたり爆発に巻き込まれたりと酷い目にあうがへこたれない。
小林源造
声 - 後藤ヒロキ
マヤを助けに来た月影の付き人。ザ・ムーンのメカニック担当。加速装置が使える。
ティエリ・アル・テンセン
声 - 高見沢俊彦（THE ALFEE）
完熊ジャパン2代目社長であり死の商人でもある、月影を誘拐した敵のボス。巨大ウサギを衛星兵器に使う。
女スパイ
声 - 葉山いくみ
フリーのエージェント。本業はダンサー。
ロボ紅天女
声 - 葉山いくみ
フラッシュアニメ「紅天女ロボ」に登場する巨大ロボット。月影が実際に開発しておりピンチの時に発進し、マヤと亜弓が操縦する。実はマヤと亜弓が後継者になれなかった時のために源造が建造した予備の後継者だったが小型化ができなかった。
小野寺一
声 - FROGMAN
公開前は怨ディーヌ総統と紹介されていたが、本編では事件と関係なく愛犬と戯れていただけ。
麻生舞
声 - 葉山いくみ
公開前は敵として紹介されているものの本編に登場せず、「だいたい2分でわかるガラスの仮面」で解説役担当。
鷹宮紫織
声 - 白石晴香
公開前は敵として紹介されているものの本編に登場せず、「だいたい2分でわかるガラスの仮面」でひたすら花を切っている。
FLASHクリエイター
声 - 斎藤晃弘
劇中に登場するアニメ製作スタッフ。
FLASHスタジオP
声 - 大橋隆昭
劇中に登場するアニメ製作スタッフ。

### スタッフ（映画）
- 監督 - 谷東
- 脚本 - 中野守
- 脚本設定 - 野々村友紀子
- 作画監督 - 西山司
- 作画 - 鈴木隆輔、佐藤充夫、大宮一仁、國領恵実香、藤岡早苗、宮川珠美、小松田大全、たけはらみのる、真鍋良平、菅野耕太、吉本麻衣（協力：株式会社オートクチュール）
- 音楽 - 烏田晴奈、加藤久貴
- アニメーション制作 - DLE
- 配給 - ポニーキャニオン
- 製作・著作 - 「ガラスの仮面ですが」製作委員会（ポニーキャニオン、DLE、TwellV、白泉社）

### 主題歌（映画）
エンディングテーマ「仮面の宴」
作詞・作曲 - 高見沢俊彦 / 編曲 - 高見沢俊彦 with 本田優一郎 / 歌 - Takamiy
劇中歌「ロボ紅天女のテーマ」
作曲・歌 - 烏田晴奈 / 作詞 - 谷東

## ブラウザゲーム
『ガラスの仮面ですが』を元にYahoo! Mobageで『ガラスの仮面パズル～目指せ頂点！紅天女への道～』がリリースされた。

## 秘密結社鷹の爪×ガラスの仮面ですが
インターネット配信の秘密結社鷹の爪とのコラボアニメ。
その後、『鷹の爪団の楽しいテレビ』（8話、9話）や『鷹の爪団の世界征服ラヂヲ』（2014年6月13日）でもコラボをしている。

## 備考
番組開始につき漫画のキャラクターである乙部のりえが公式Twitterを開始した。